# Ringtennis-Weltmeisterschaften 2023

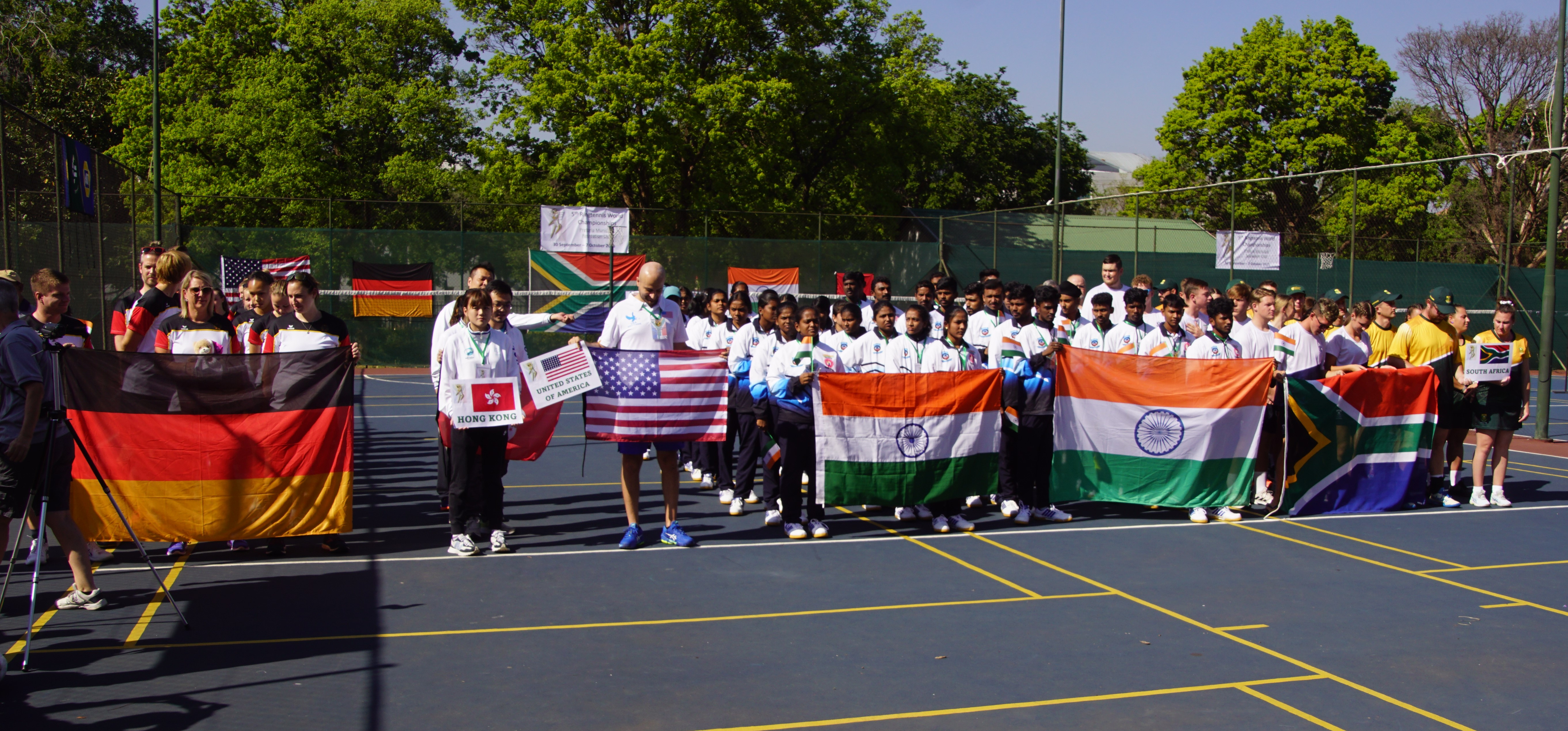
Eröffnung der WM 2023

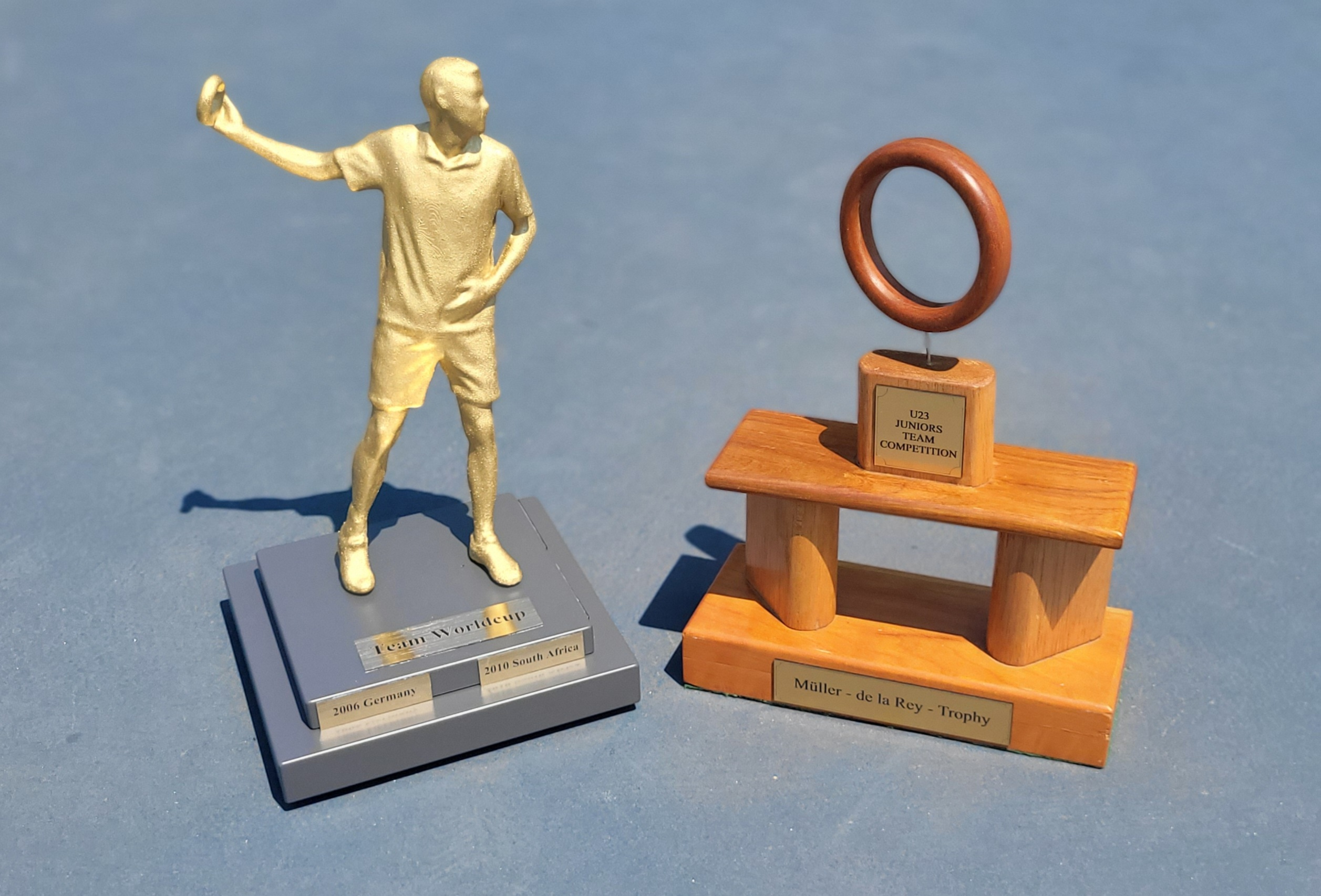
Trophäen für die Team-Wettbewerbe

Die 5. Ringtennis-Weltmeisterschaften 2023 fanden vom 30. September bis 7. Oktober in Pretoria (Südafrika) statt und wurden von der World Tenniquoits Federation (WTF) veranstaltet. Ausrichter war die South African Ringtennis NPC. Das Wettkampfprogramm bestand aus den sechs offiziellen WM-Disziplinen Mixed, Frauen- und Männereinzel, Frauen- und Männerdoppel, sowie dem Team-Wettbewerb. Zudem gab es erstmals Wettkämpfe der U23-Juniorennationalmannschaften in den sechs WM-Disziplinen.

## Spielort
Spielort der Weltmeisterschaften war der Pretoria Municipal Recreation Club. In dieser Outdoor-Spielstätte der Ringtennis-Provinz Gauteng North hatten die lokalen Ausrichter 16 Hard-Court-Spielfelder aufgebaut.

## Teilnehmende Nationen
Fünf Nationen nahmen an den fünften Ringtennis-Weltmeisterschaften teil, darunter der WM-Debütant Hongkong.
- Deutschland
- Hongkong
- Indien
- Südafrika[4]
- Vereinigte Staaten

Hongkong ist die 10. WTF-Nation, die an Ringtennis-Weltmeisterschaften teilnahm. Neben den teilnehmenden Nationen in Pretoria, spielten bei vorherigen Welttitelkämpfen mit:
- Bangladesch
- Brasilien
- Belarus
- Pakistan
- Polen

Voraussetzung für die Teilnahme an den Ringtennis-Weltmeisterschaften war die Mitgliedschaft in der World Tenniquoits Federation. Jede Mitgliedsnation durfte je acht Frauen und acht Männer für die Wettkämpfe der Ringtennis-WM 2023 melden.

## Deutsches Team
Das deutsche Team wurde vom Bundestrainer Timo Hufnagel aus Kieselbronn am 15. Januar 2023 nominiert. Sieben Mitglieder des Weltmeisterteams von 2018 gehörten wieder zur deutschen Mannschaft. Die neun WM-Rookies senkten das Durchschnittsalter auf gut 27 Jahre. Das Team wählte Michaela Güthling und Hendrik Freitag zu ihren Mannschaftskapitänen. Zur optimalen Anpassung an Höhe und Hitze reiste das deutsche Team schon drei Tage vor WM2023-Beginn nach Südafrika.
| Frauen              | Verein         | Länderspiel-Einsätze vor WM 2023 |
| Naemi Singrün       | TV Kieselbronn | 11                               |
| Michaela Güthling   | SG Suderwich   | 11                               |
| Valerie Häßlich     | SG Suderwich   | 4                                |
| Maria Voss          | TSV Neubiberg  | 2                                |
| Henrike Jansen      | TG Groß-Karben | 0                                |
| Britt Abrecht       | TV Kieselbronn | 0                                |
| Kaja Stöhrer        | TV Kieselbronn | 0                                |
| Elisa Kolonko       | TV Kieselbronn | 0                                |
| Männer              |                |                                  |
| Timo Hufnagel       | TV Kieselbronn | 24                               |
| Maximilian Speicher | VfL Wehbach    | 16                               |
| Hendrik Freitag     | TG Groß-Karben | 1                                |
| Maurice Binder      | TV Kieselbronn | 0                                |
| Jonas Kruse         | TG Groß-Karben | 0                                |
| Sven Reichenberg    | SKG Roßdorf    | 0                                |
| Felix Schulteß      | SKG Roßdorf    | 0                                |
| Thomas Tregel       | SKG Roßdorf    | 0                                |

### Deutsche U23-Junioren
U23-Junioren-Coach Hendrik Freitag berief je fünf junge Nachwuchsspieler und Nachwuchsspielerinnen, sodass für alle angebotenen Disziplinen gemeldet werden konnte.

### Deutsche Delegationsleitung
Delegationsleiter war Axel Runkel aus Koblenz. Als Team Managerin fungierte Silke von Aschwege aus Mannheim. Die deutschen Schiedsrichtereinsätze koordinierte Klaus Riehm aus München. Als Physiotherapeutin flog Nina Krust aus Pforzheim mit. Alexander Wiß aus Koblenz kümmerte sich um die Berichterstattung. Bundestrainer Timo Hufnagel aus Kieselbronn und U23-Coach Hendrik Freitag aus Groß-Karben vervollständigten die deutsche Delegationsleitung.
| Funktion              | Name               | Wohnort     |
| Delegationsleiter     | Axel Runkel        | Koblenz     |
| Team Coach            | Timo Hufnagel      | Kieselbronn |
| U23 - Coach           | Hendrik Freitag    | Groß-Karben |
| Team Managerin        | Silke von Aschwege | Mannheim    |
| Umpire                | Klaus Riehm        | München     |
| Physiotherapeutin     | Nina Krust         | Pforzheim   |
| Öffentlichkeitsarbeit | Alexander Wiß      | Koblenz     |

## Wettkämpfe

### Mixed-WM (31. September/1. Oktober)
Naemi Singrün / Maurice Binder setzten sich in einem spannenden Endspiel gegen die Titelverteidiger Michaela Güthling/Timo Hufnagel durch. Henrike Jansen / Hendrik Freitag komplettierten als Dritte ein deutsches Podium. Die beiden Halbfinal- und Finalrunden wurden außerplanmäßig erst am Morgen des zweiten WM-Tages ausgetragen.

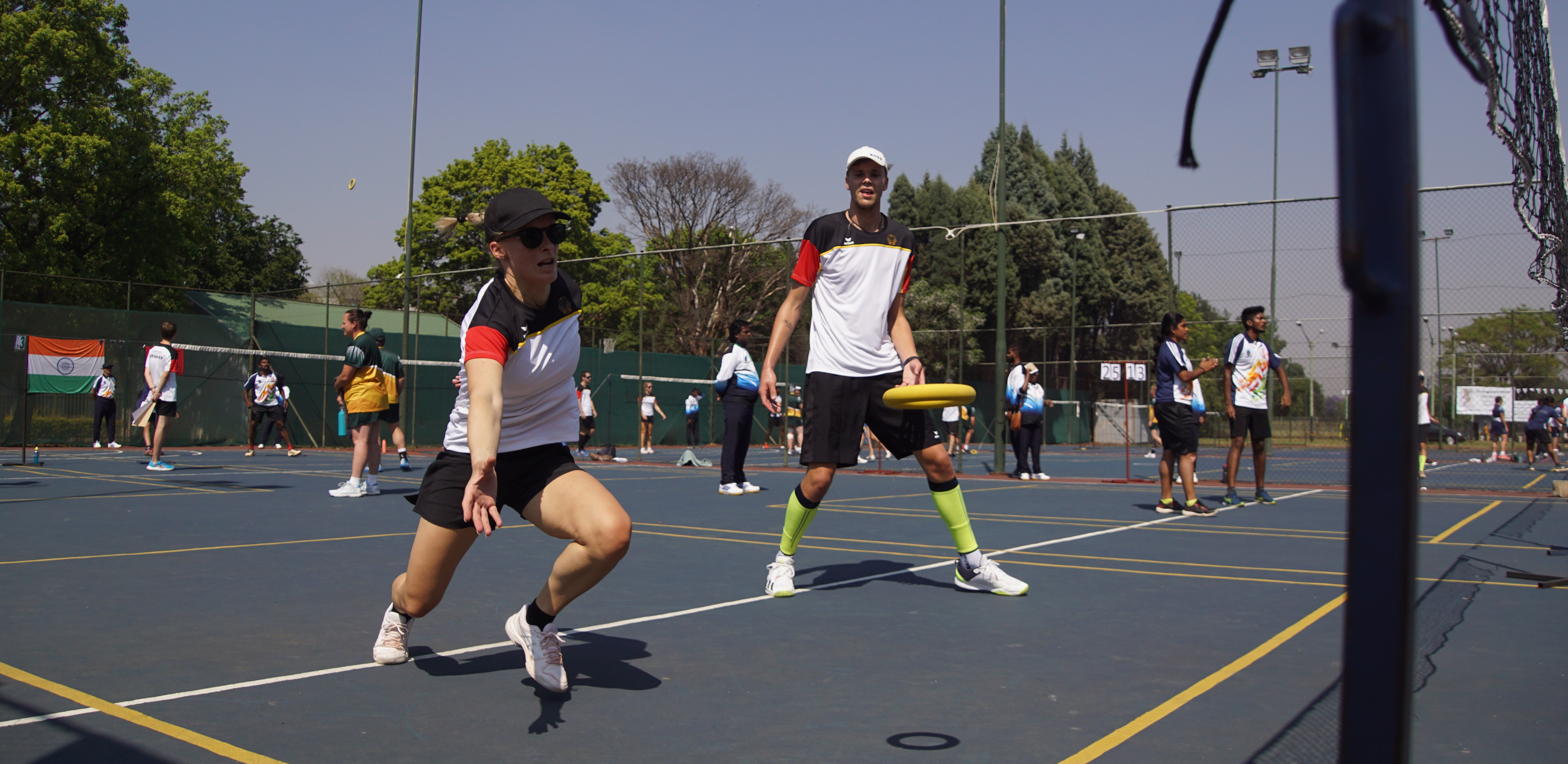
Naemi Singrün und Maurice Binder in Action

Ergebnisse
| Halbfinale                            |                                       |       |
| Naemi Singrün/Maurice Binder (GER)    | Henrike Jansen/Hendrik Freitag (GER)  | 12:11 |
| Michaela Güthling/Timo Hufnagel (GER) | Aiswarya/Kiran Kumar (IND)            | 38:35 |
| Spiel um Platz 3                      |                                       |       |
| Henrike Jansen/Hendrik Freitag (GER)  | Aiswarya/Kiran Kumar (IND)            | 44:22 |
| Finale                                |                                       |       |
| Naemi Singrün/Maurice Binder (GER)    | Michaela Güthling/Timo Hufnagel (GER) | 16:15 |

Endklassement
| Gold   | Naemi Singrün/Maurice Binder    | Deutschland |
| Silber | Michaela Güthling/Timo Hufnagel | Deutschland |
| Bronze | Henrike Jansen/Hendrik Freitag  | Deutschland |
| 4.     | Aiswarya/Kiran Kumar            | Indien      |

### Fraueneinzel-WM (1. Oktober)

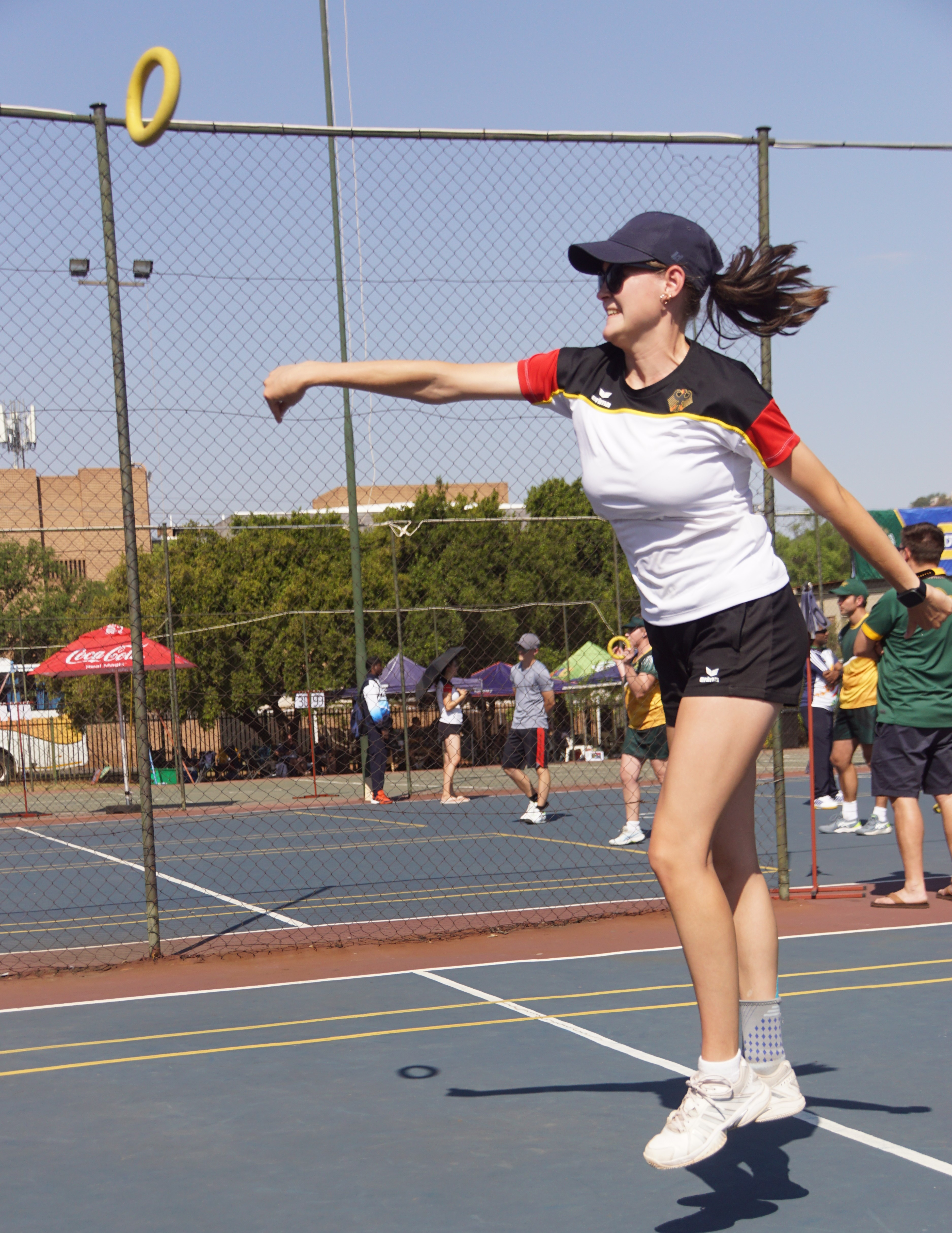
Einzel-Weltmeisterin Henrike Jansen

Bei der Fraueneinzel-WM setzte sich die erst 17-jährige Henrike Jansen im Finale nach Verlängerung knapp gegen Naemi Singrün durch. Bronze ging an Südafrikas Nr. 1 Melicia Fourie. Titelverteidigerin Nicole Brose aus Deutschland musste die WM verletzungsbedingt absagen. Insgesamt gab es ein Starterfeld von 23 Frauen (Deutschland 8, Indien 7, Südafrika 6, Hongkong 2). Nach einer Gruppenphase mit acht Pools wurden die Platzierungen im K.-o.-System ab Achtelfinale ermittelt.

#### Ergebnisse

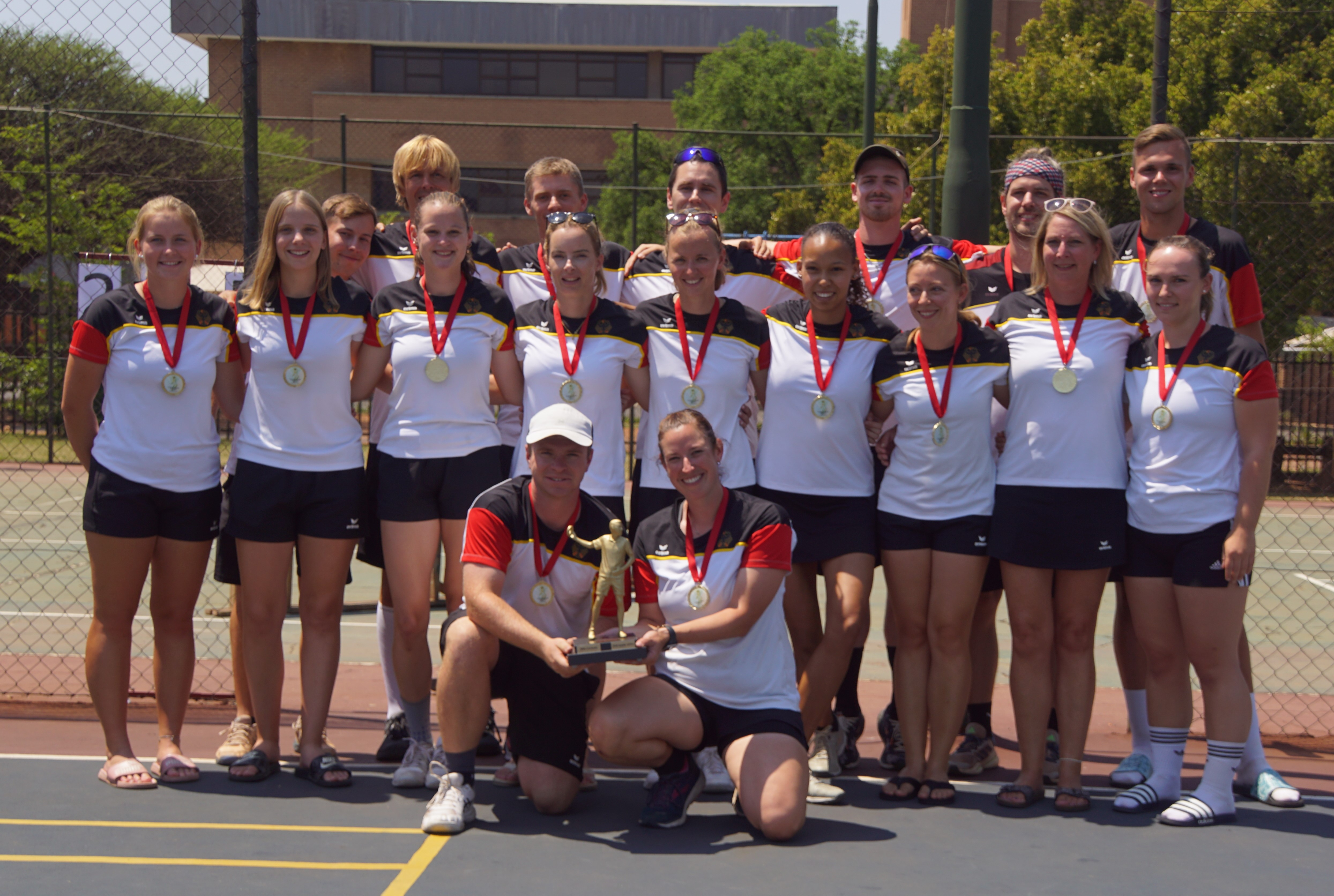
Team-Weltmeister Deutschland

| Achtelfinale             |                          |             |
| Naemi Singrün (GER)      | Martinè de Bruin (RSA)   | 44:26       |
| Odette Grieb (RSA)       | Maria Voss (GER)         | 40:38       |
| Kaja Stöhrer (GER)       | Kamali (IND)             | 40:33       |
| Aiswarya (IND)           | Britt Abrecht (GER)      | 35:45       |
| Melicia Fourie (RSA)     | Michaela Güthling (GER)  | 61:36       |
| Valerie Häßlich (GER)    | Crystal (IND)            | 44:29       |
| Ramya (IND)              | Yolanda van Staden (RSA) | 43:52       |
| Emilia Olley (RSA)       | Henrike Jansen (GER)     | 28:47       |
| Viertelfinale            |                          |             |
| Naemi Singrün (GER)      | Odette Grieb (RSA)       | 50:18       |
| Kaja Stöhrer (GER)       | Britt Abrecht (GER)      | 27:29       |
| Melicia Fourie (RSA)     | Valerie Häßlich (GER)    | 48:41       |
| Yolanda van Staden (RSA) | Henrike Jansen (GER)     | 21:48       |
| Halbfinale               |                          |             |
| Naemi Singrün (GER)      | Britt Abrecht (GER)      | 34:21       |
| Melicia Fourie (RSA)     | Henrike Jansen (GER)     | 38:40       |
| Spiel um Platz 3         |                          |             |
| Britt Abrecht (GER)      | Melicia Fourie (RSA)     | 37:42       |
| Finale                   |                          |             |
| Naemi Singrün (GER)      | Henrike Jansen (GER)     | 45:47 n. V. |

Endklassement
| Gold   | Henrike Jansen     | Deutschland |
| Silber | Naemi Singrün      | Deutschland |
| Bronze | Melicia Fourie     | Sudafrika   |
| 4.     | Britt Abrecht      | Deutschland |
| 5.     | Valerie Häßlich    | Deutschland |
| 6      | Kaja Stöhrer       | Deutschland |
| 7.     | Yolanda van Staden | Sudafrika   |
| 8.     | Odette Grieb       | Sudafrika   |
| 9.     | Martiné de Bruin   | Sudafrika   |
| 10.    | Ramya              | Indien      |
| 11.    | Maria Voss         | Deutschland |
| 12.    | Crystal            | Indien      |
| 13.    | Michaela Güthling  | Deutschland |
| 14.    | Kamali             | Indien      |
| 15     | Emilia Olley       | Sudafrika   |
| 16.    | Aiswarya           | Indien      |

### Männereinzel-WM (1. Oktober)
Den Weltmeistertitel im Männereinzel errang der 21-jährige Maurice Binder. Spielertrainer Timo Hufnagel hatte im Finale klar das Nachsehen. Der deutsche Titelverteidiger Fabian Ziegler musste verletzungsbedingt absagen. Maximilian Speicher vervollständigte das deutsche Podium. 27 Männer (Deutschland 8, Indien 8, Südafrika 8, Hongkong 2, USA 1) meldeten für das Einzel. Nach einer Gruppenphase mit acht Pools wurden die Platzierungen im K.-o.-System ab Achtelfinale ermittelt.

#### Ergebnisse
| Achtelfinale              |                           |       |
| Timo Hufnagel (GER)       | Jaco Fourie (RSA)         | 42:38 |
| Kiran Kumar (IND)         | Thomas Tregel (GER)       | 35:36 |
| Maximilian Speicher (GER) | Sven Reichenberg (GER)    | 52:33 |
| Arivazhagan (IND)         | Charl Damon (RSA)         | 36:37 |
| Stefan Grieb (RSA)        | Jonas Kruse (GER)         | 34:30 |
| Hendrik Freitag (GER)     | Vairamuthu (IND)          | 37:33 |
| Felix Schulteß (GER)      | Dian La Cock (RSA)        | 40:30 |
| Govindarajan (IND)        | Maurice Binder (GER)      | 34:39 |
| Viertelfinale             |                           |       |
| Timo Hufnagel (GER)       | Thomas Tregel (GER)       | 50:36 |
| Maximilian Speicher (GER) | Charl Damon (RSA)         | 53:28 |
| Stefan Grieb (RSA)        | Hendrik Freitag (GER)     | 40:27 |
| Felix Schulteß (GER)      | Maurice Binder (GER)      | 29:47 |
| Halbfinale                |                           |       |
| Timo Hufnagel (GER)       | Maximilian Speicher (GER) | 46:44 |
| Stefan Grieb (RSA)        | Maurice Binder (GER)      | 23:44 |
| Spiel um Platz 3          |                           |       |
| Maximilian Speicher (GER) | Stefan Grieb (RSA)        | 49:38 |
| Finale                    |                           |       |
| Timo Hufnagel (GER)       | Maurice Binder (GER)      | 27:49 |

Endklassement
| Gold   | Maurice Binder      | Deutschland |
| Silber | Timo Hufnagel       | Deutschland |
| Bronze | Maximilian Speicher | Deutschland |
| 4.     | Stefan Grieb        | Sudafrika   |
| 5.     | Hendrik Freitag     | Deutschland |
| 6      | Thomas Tregel       | Deutschland |
| 7.     | Felix Schulteß      | Deutschland |
| 8.     | Charl Damon         | Sudafrika   |
| 9.     | Vairamuthu          | Indien      |
| 10.    | Kiran Kumar         | Indien      |
| 11.    | Arivazhagan         | Indien      |
| 12.    | Dian La Cock        | Sudafrika   |
| 13.    | Govindarajan        | Indien      |
| 14.    | Sven Reichenberg    | Deutschland |
| 15     | Jaco Fourie         | Sudafrika   |
| 16.    | Jonas Kruse         | Deutschland |

### Frauendoppel-WM (3. Oktober)
Souverän sicherten sich Henrike Jansen und Britt Abrecht den Titel im Frauendoppel. Titelverteidigerin Naemi Singrün, die mit Kaja Stöhrer für die verletzte Nicole Brose antrat, hatte das Nachsehen. Nach dem Mixed und dem Männereinzel, gab es im Frauendoppel schon zum dritten Mal ein deutsches Podium, denn Bronze sicherten sich Michaela Güthling und Valerie Häßlich. 16 Doppel (GER 6, IND 5, RSA 4, HKG 1) meldeten für das Turnier. Nach den Gruppenspielen in vier Pools wurden die Platzierungen ab Viertelfinale im K.-o.-System ermittelt.

#### Ergebnisse
| Viertelfinale                           |                                           |       |
| Henrike Jansen/Britt Abrecht (GER)      | Odette Grieb/Janika Viljoen (RSA)         | 53:20 |
| Shivani/Kamali (IND)                    | Michaela Güthling/Valerie Häßlich (GER)   | 31:56 |
| Naemi Singrün/Kaja Stöhrer (GER)        | Maria Voss/Lilly Schneider (GER)          | 20:0  |
| Melicia Fourie/Emilia Olley (RSA)       | Yolanda van Staden/Martinè de Bruin (RSA) | 35:34 |
| Halbfinale                              |                                           |       |
| Henrike Jansen/Britt Abrecht (GER)      | Michaela Güthling/Valerie Häßlich (GER)   | 49:26 |
| Naemi Singrün/Kaja Stöhrer (GER)        | Melicia Fourie/Emilia Olley (RSA)         | 34:33 |
| Spiel um Platz 3                        |                                           |       |
| Michaela Güthling/Valerie Häßlich (GER) | Melicia Fourie/Emilia Olley (RSA)         | 37:33 |
| Finale                                  |                                           |       |
| Henrike Jansen/Britt Abrecht (GER)      | Naemi Singrün/Kaja Stöhrer (GER)          | 54:25 |

Endklassement
| Gold   | Henrike Jansen/Britt Abrecht        | Deutschland |
| Silber | Naemi Singrün/Kaja Stöhrer          | Deutschland |
| Bronze | Michaela Güthling/Valerie Häßlich   | Deutschland |
| 4.     | Melicia Fourie/Emilia Olley         | Sudafrika   |
| 5.     | Yolanda van Staden/Martinè de Bruin | Sudafrika   |
| 6      | Shivani/Kamali                      | Indien      |
| 7.     | Odette Grieb/Janika Viljoen         | Sudafrika   |
| 8.     | Maria Voss/Lilly Schneider          | Deutschland |

### Männerdoppel-WM (3. Oktober)
Zum ersten Mal erklang die südafrikanische Hymne bei der WM in Pretoria. Theunis de Bruin und Stefan Grieb schlugen das Doppel der beiden Einzelfinalisten Timo Hufnagel und Maurice Binder und sicherten sich souverän den Titel. Indien erkämpfte sich nach dem Mixed seine zweite Halbfinalplatzierung. 16 Doppel (GER 7, IND 4, RSA 4, HKG/USA 1) meldeten für das Turnier. Nach den Gruppenspielen in vier Pools wurden die Platzierungen ab Viertelfinale im K.-o.-System ermittelt.

#### Ergebnisse
| Viertelfinale                            |                                        |       |
| Arivazhagan/Govindarajan (IND)           | Santosh Kumar/Rajasekharan (IND)       | 20:0  |
| Timo Hufnagel/Maurice Binder (GER)       | Thomas Tregel/Jonas Kruse (GER)        | 53:32 |
| Richter+Rowan van Tonder (RSA)           | Hendrik Freitag/Sven Reichenberg (GER) | 32:34 |
| Maximilian Speicher/Felix Schulteß (GER) | Stefan Grieb/Theunis de Bruin (RSA)    | 30:44 |
| Halbfinale                               |                                        |       |
| Arivazhagan/Govindarajan (IND)           | Timo Hufnagel/Maurice Binder (GER)     | 25:40 |
| Hendrik Freitag/Sven Reichenberg (GER)   | Stefan Grieb/Theunis de Bruin (RSA)    | 26:35 |
| Spiel um Platz 3                         |                                        |       |
| Arivazhagan/Govindarajan (IND)           | Hendrik Freitag/Sven Reichenberg (GER) | 27:39 |
| Finale                                   |                                        |       |
| Timo Hufnagel/Maurice Binder (GER)       | Stefan Grieb/Theunis de Bruin (RSA)    | 32:37 |

Endklassement
| Gold   | Stefan Grieb/Theunis de Bruin      | Sudafrika   |
| Silber | Timo Hufnagel/Maurice Binder       | Deutschland |
| Bronze | Hendrik Freitag/Sven Reichenberg   | Deutschland |
| 4.     | Arivazhagan/Govindarajan           | Indien      |
| 5.     | Maximilian Speicher/Felix Schulteß | Deutschland |
| 6      | Thomas Tregel/Jonas Kruse          | Deutschland |
| 7.     | Richter+Rowan van Tonder           | Sudafrika   |
| 8.     | Santosh Kumar/Rajasekharan         | Indien      |

### Team-WM (5.–7. Oktober)
Die Team-WM ist die Königsdisziplin der Welttitelkämpfe und findet traditionell am Ende der Veranstaltung statt. Am Start waren nur die drei großen Nationen Titelverteidigter Deutschland, Ausrichter Südafrika und Indien. Südafrika musste dabei krankheitsbedingt auf Doppel-Weltmeister Theunis de Bruin verzichten. Deutschland gelang sehr souverän die Titelverteidigung. Das Heim-Team Südafrika setzte sich sicher gegen Indien durch und wurde wieder Vize-Weltmeister.
Eine Nationalmannschaftsbegegnung besteht aus je zwei Frauen- und Männereinzeln (FE, ME), zwei gemischten Doppeln (Mixeds) und je zwei Frauen- und Männerdoppeln (FD, MD).

#### Ergebnisse
|         | Deutschland                         | Indien                   | Rings | Points |
| ME 1    | Maurice Binder                      | Govindarajan             | 34:32 | 2:0    |
| FE 1    | Naemi Singrün                       | Chrystal                 | 43:26 | 2:0    |
| ME 2    | Maximilian Speicher                 | Kiran Kumar              | 29:33 | 0:2    |
| FE 2    | Valerie Häßlich                     | Shivani                  | 35:32 | 2:0    |
| Mix 1   | Naemi Singrün Maurice Binder        | Ambiga Vairamuthu        | 26:25 | 2:0    |
| Mix 2   | Henrike Jansen Hendrik Freitag      | Aiswarya Kiran Kumar     | 36:19 | 2:0    |
| MD 1    | Maximilian Speicher Hendrik Freitag | Vairamuthu Arivazhagan   | 49:32 | 2:0    |
| FD 1    | Henrike Jansen Britt Abrecht        | Ramya Ambiga             | 51:23 | 2:0    |
| MD 2    | Maurice Binder Timo Hufnagel        | Kiran Kumar Govindarajan | 37:35 | 2:0    |
| FD 2    | Michaela Güthling Valerie Häßlich   | Aiswarya Chrystal        | 46:35 | 2:0    |
|         |                                     |                          |       | 18:2   |
| Quelle: |                                     |                          |       |        |

|       | Südafrika                           | Indien                   |       |      |
| ME 1  | Jaco Fourie                         | Vairamuthu               | 27:37 | 0:2  |
| FE 1  | Melicia Fourie                      | Ramya                    | 43:38 | 2:0  |
| ME 2  | Stefan Grieb                        | Arivazhagan              | 43:31 | 2:0  |
| FE 2  | Yolanda van Staden                  | Hema Maduri              | 50:32 | 2:0  |
| Mix 1 | Emilia Olley Richter vanTonder      | Maheswari Govindarajan   | 41:23 | 2:0  |
| Mix 2 | Odette Grieb Rowan van Tonder       | Mounika Kiran Kumar      | 29:42 | 0:2  |
| MD 1  | Stefan Grieb Jaco Fourie            | Vairamuthu Arivazhagan   | 30:20 | 2:0  |
| FD 1  | Melicia Fourie Emilia Olley         | Ramya Chrystal           | 42:34 | 2:0  |
| MD 2  | Richter van Tonder Rowan van Tonder | Kiran Kumar Govindarajan | 33:35 | 0:2  |
| FD 2  | Yolanda van Staden Martine de Bruin | Maheswari Ambiga         | 40:33 | 2:0  |
|       |                                     |                          |       | 14:6 |

|       | Deutschland                         | Südafrika                           |       |      |
| ME 1  | Maximilian Speicher                 | Charl Damon                         | 49:34 | 2:0  |
| FE 1  | Henrike Jansen                      | Yolanda v. Staden                   | 61:20 | 2:0  |
| ME 2  | Maurice Binder                      | Stefan Grieb                        | 37:25 | 2:0  |
| FE 2  | Naemi Singrün                       | Melicia Fourie                      | 38:34 | 2:0  |
| Mix 1 | Henrike Jansen Hendrik Freitag      | Martiné de Bruin Jaco Fourie        | 30:14 | 2:0  |
| Mix 2 | Naemi Singrün Timo Hufnagel         | Emilia Olley Richter van Tonder     | 24:24 | 1:1  |
| MD 1  | Maurice Binder Timo Hufnagel        | Stefan Grieb Jaco Fourie            | 28:31 | 0:2  |
| FD 1  | Michaela Güthling Valerie Häßlich   | Melicia Fourie Emilia Olley         | 31:48 | 0:2  |
| MD 2  | Maximilian Speicher Hendrik Freitag | Richter van Tonder Rowan van Tonder | 41:35 | 2:0  |
| FD 2  | Henrike Jansen Britt Abrecht        | Yolanda van Staden Martiné de Bruin | 50:28 | 2:0  |
|       |                                     |                                     |       | 15:5 |

Endklassement
| Gold   | Deutschland | Deutschland |
| Silber | Südafrika   | Sudafrika   |
| Bronze | Indien      | Indien      |

### U23-Wettkämpfe
Auf Initiative des südafrikanischen Ringtennis-Verbandes wurden erstmals U23-Juniorenauswahlteams eingeladen. Spielberechtigt waren Junioren, die am Stichtag 30. September noch nicht 23 Jahre alt waren. Indien gewann überraschend den Medaillenspiegel mit drei Goldmedaillen in ihren Paradedisziplinen Frauen- und Männerdoppel sowie im prestigereichen Team-Wettbewerb. Für Deutschland blieben zwei Siege im Mixed und Männereinzel übrig. Südafrika musste sich mit einem Titel im Fraueneinzel zufriedengeben.

#### Medaillen Mixed, Frauen- und Männerdoppel (2. Oktober)

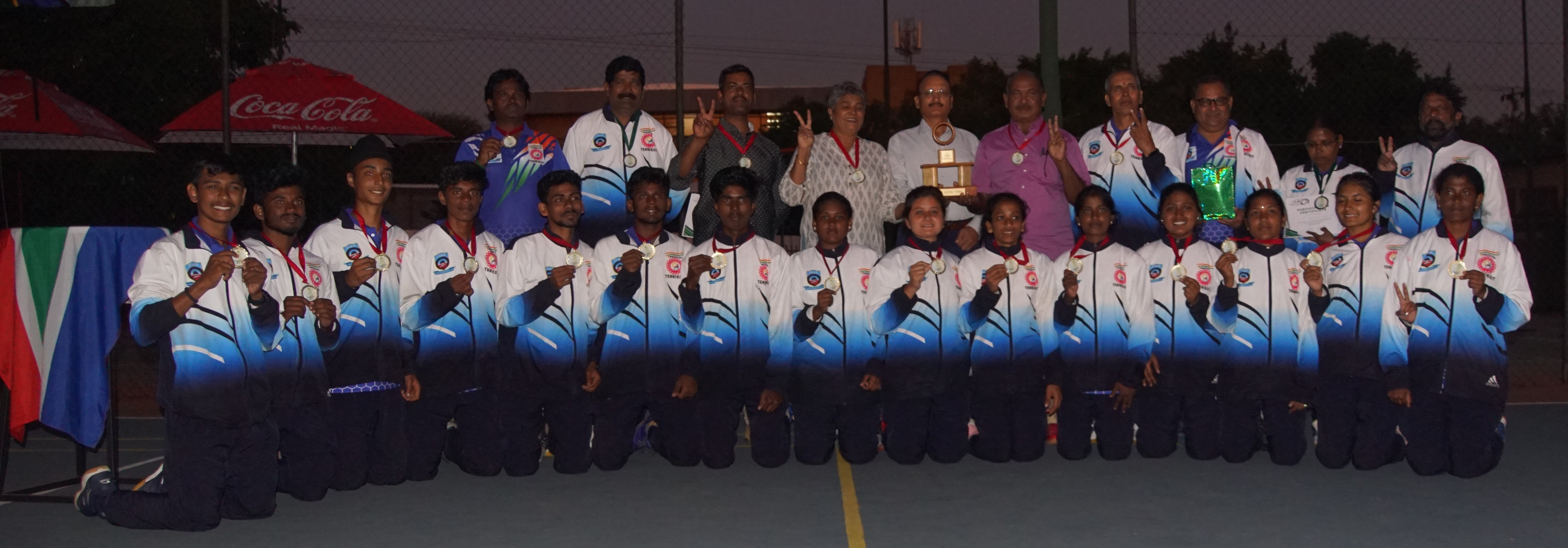
U-23 Sieger im Teamwettbewerb Indien

Mixed
| Gold   | Katrin Meyer/Hannes Bertelsmann | Deutschland |
| Silber | Dhakshitha/Sugi Varnam          | Indien      |
| Bronze | Maheswari/Karthik Raja          | Indien      |

Frauendoppel
| Gold   | Dhakshitha/Mahesvari                  | Indien    |
| Silber | Stacey Lee-Robinson/Elisna Hinrichsen | Sudafrika |
| Bronze | Hema Madhuri/Mounika                  | Indien    |

Männerdoppel
| Gold   | Sugi Varnam/Karthik Raja        | Indien      |
| Silber | Marnu Claase/Breyton Herbst     | Sudafrika   |
| Bronze | Till Märtens/Hannes Bertelsmann | Deutschland |

Fraueneinzel
| Gold   | Martiné de Bruin (RSA) | Sudafrika   |
| Silber | Dhakshitha             | Indien      |
| Bronze | Hema Madhuri           | Indien      |
| 4.     | Katrin Meyer           | Deutschland |
| 5.     | Stacey Lee-Robinson    | Sudafrika   |
| 6      | Antonia Breiner        | Deutschland |
| 7.     | Melanie Orth           | Deutschland |
| 8.     | Desirè Düring          | Sudafrika   |

Männereinzel
| Gold   | Alexander Wiß      | Deutschland |
| Silber | Jan Langner        | Deutschland |
| Bronze | Karthik Raja       | Indien      |
| 4.     | Till Märtens       | Deutschland |
| 5.     | Vinay Kumar        | Indien      |
| 6      | Hannes Bertelsmann | Deutschland |
| 7.     | Joga Masiraju      | Indien      |
| 8.     | Sugi Varnam        | Indien      |

### U23 – Test Matches
Parallel zur Team-WM trugen Südafrika, Indien und Deutschland Test Matches im Round Robin-System aus.

#### Ergebnisse
| Südafrika | Indien      | 6:14 |
| Indien    | Deutschland | 15:5 |
| Südafrika | Deutschland | 7:13 |

#### Endklassement
| Gold   | Indien      | Indien      |
| Silber | Deutschland | Deutschland |
| Bronze | Südafrika   | Sudafrika   |

## Medaillenspiegel

### WM-Disziplinen
| Land        | Gold | Silber | Bronze | Gesamt |
| Deutschland | 5    | 5      | 4      | 14     |
| Südafrika   | 1    | 1      | 1      | 3      |
| Indien      | 0    | 0      | 1      | 1      |
| Hongkong    | 0    | 0      | 0      | 0      |
| USA         | 0    | 0      | 0      | 0      |

### Alle Wettbewerbe inklusive U23-Wettkämpfe
| Land        | Gold | Silber | Bronze | Gesamt |
| Deutschland | 7    | 7      | 5      | 19     |
| Indien      | 3    | 2      | 5      | 10     |
| Südafrika   | 2    | 3      | 2      | 7      |
| Hongkong    | 0    | 0      | 0      | 0      |
| USA         | 0    | 0      | 0      | 0      |

## Trivia
- Die 5. Ringtennis-WM wurde zweimal verschoben: erst wegen der Pandemie-bedingten Reisebeschränkungen von 2022 auf 2023, und nach der überraschenden Absage des Ausrichters Deutschland sprang sehr kurzfristig Südafrika ein.
- Beim General Meeting wurde Axel Runkel als Präsident der World Tenniquoits Federation für weitere vier Jahre gewählt. Auch der Vizepräsident des Exekutivkomitees Nagaraj (Indien) wurde bestätigt. Neue WTF-Generalsekretärin wurde Felicia Sauer (Südafrika).